# Erich Sojka
Erich Sojka (11. září 1922 Ostrava – 28. května 1997 Benešov) byl český spisovatel, autor písňových textů a překladatel z polštiny. Je laureátem ceny (1975) polského PEN Clubu za překlady polské literatury. V roce 1997 byl oceněn in memoriam Cenou Františka Filipovského za celoživotní mimořádnou dabingovou tvorbu.

## Život
Jedna z jeho babiček byla Polkou, první kontakt s psanou polštinou měl z jejích náboženských knížeček. Vystudoval Filosofickou fakultu UK, studium dokončil v roce 1949. Od té doby se živil překládáním, přivydělával si také psaním písňových textů.
V roce 1952 napsal text Ostravské častušky. Celkem přeložil asi 60 knih. Pro českojazyčné verze filmů upravil množství filmových dialogů, které byly realizovány formou titulků nebo dabingu. Přeložil mj. klasická díla polské literatury jako např. Pan Tadeáš (Pan Tadeusz) Adama Mickiewicze nebo v českém prostředí málo známou divadelní hru Pomsta (Zemsta) Aleksandra Fredra a díla Słowackého, Sienkiewicze, Mrożka, Brandstaettera a dalších.
Během invaze vojsk Varšavské smlouvy v srpnu 1968 se pokoušel megafonem z auta polsky přesvědčovat polské vojáky, aby se zdrželi účasti na této operaci. Po řadu let pak nemohl nalézt práci a knihy, které překládal, vycházely bez uvedení autorství.

## Ukázka z překladu Ericha Sojky knihy „Pan Tadeáš“
| Litvo! Má otčino! Tys jak to naše zdraví: Jak vzácná vlastně jsi, nikdo si nepředstaví, dokud tě neztratil. V nejhezčí podobě dnes v duchu vidím Tě - v svém stesku po tobě. | Litwo! ojczyzno moja! ty jesteś jak zdrowie; Ile cię trzeba cenić, ten tylko się dowie, Kto cię stracił. Dziś piękność twą w całej ozdobie Widzę i opisuję, bo tęsknię po tobie. |